# Tipografia cinética

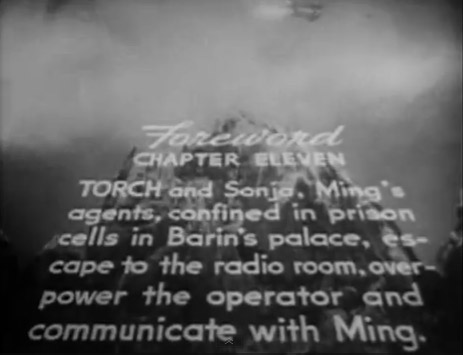
Exemplo prático de um texto em movimento

Tipografia cinética (em inglês:  Kinetic typography) é o nome técnico de "texto em movimento", uma técnica de animação de movimento de texto para expressar ideias usando animação em vídeo. O texto pode ser apresentado exatamente no momento em que ele é falado ou cantado, se tornando muito útil para o aprendizado de outros idiomas.

## História
Com o advento do cinema e da animação gráfica, surgiu a possibilidade de combinar texto e movimento. Os primeiros exemplos de animação de letras surgiram em 1899, no trabalho de publicidade de George Méliès. Nos filmes iniciais a grande parte do texto era estático. Foi a partir de 1960 que começou a abertura de filmes com títulos com autêntica característica de tipografia cinética. Estudiosos reconhecem que o primeiro filme a usar extensivamente a tipografia cinética foi North by Northwest (1959) de Alfred Hitchcock. Com textos dos créditos que "voam" de cima para baixo e de baixo para cima, e finalmente desaparecem no filme em si. Uma técnica semelhante foi empregada também por Bass no filme Psicose (1960) que também é de Alfred Hitchcock.
Desde então, o uso da tipografia cinética tem se tornado comum nos títulos de abertura de filmes e de anúncios de televisão. Mais recentemente, tem sido uma característica comum o uso de numerosos "idents" (clipes de identificação) na televisão, um dos primeiros idents foi criado por Martin Lambie Nairn para a rede de televisão britânica Channel 4 em uso desde 1982.

## Produção
A tipografia cinética é muitas vezes produzida usando programas de animação padrão, incluindo o Adobe Flash, Adobe After Effects e Apple Motion. O efeito é mais frequentemente atingido por camadas de composição do texto de tal forma que nem letras individuais ou palavras podem ser animadas separadamente do resto.